# Cementeri de Sant Antoni Abat (Alcoi)
El cementeri de Sant Antoni Abat, situat en la carretera a la Font Roja, en el terme municipal d'Alcoi (l'Alcoià), País Valencià. Va ser construït al segle xix com a projecte de l'enginyer Enrique Vilaplana Juliá.
És un dels cementeris més interessants del País Valencià per la seua arquitectura i escultura modernista i eclèctica. L'any 2012 va ser inclòs en la Ruta Europea de Cementeris Significatius, itinerari cultural del Consell d'Europa.

## Descripció
El cementeri va ser una obra destacada i va tindre una concepció moderna per a la seua època. L'elecció del projecte d'Enrique Vilaplana Juliá va ser realitzada per concurs públic i es va realitzar tenint en compte la concepció moderna i l'adaptació específica que presentava el seu projecte a les necessitats d'Alcoi, que era ja una ciutat plenament industrial.
El disseny del cementeri oblida l'estil acadèmic vigent fins aleshores i és dissenyat com una ciutat urbana, amb avingudes, carrers i arbres, tal com es començaven a projectar a les principals ciutats d'Europa. Es planteja en el seu conjunt com una ciutat dels morts. És molt probable que el seu autor, l'enginyer Enrique Vilaplana Juliá, haguera visitat i s'haguera inspirat en algun cementeri europeu de molt recent creació.
Es tracta d'un cementeri que presenta una tipologia poc habitual, ja que compta amb galeries subterrànies perimetrals semblants a catacumbes romanes amb nínxols als costats, ben ventilades i amb il·luminació natural. Aquestes galeries són obra de l'enginyer Enrique Vilaplana Juliá. Les galeries estan construïdes en pedra i formades per arcs diafragma. Els noms d'algunes de les galeries, Sant Fabià o San Sever, ens remeten a les antigues catacumbes romanes.
Compta també amb patis on se situen sepultures de terra i destacats panteons d'estils academicista, eclèctic, modernista i neogòtic, on es poden contemplar nombroses escultures realitzades per arquitectes i escultors alcoians, així com el Panteó d'Alcoians Il·lustres.

## Obres

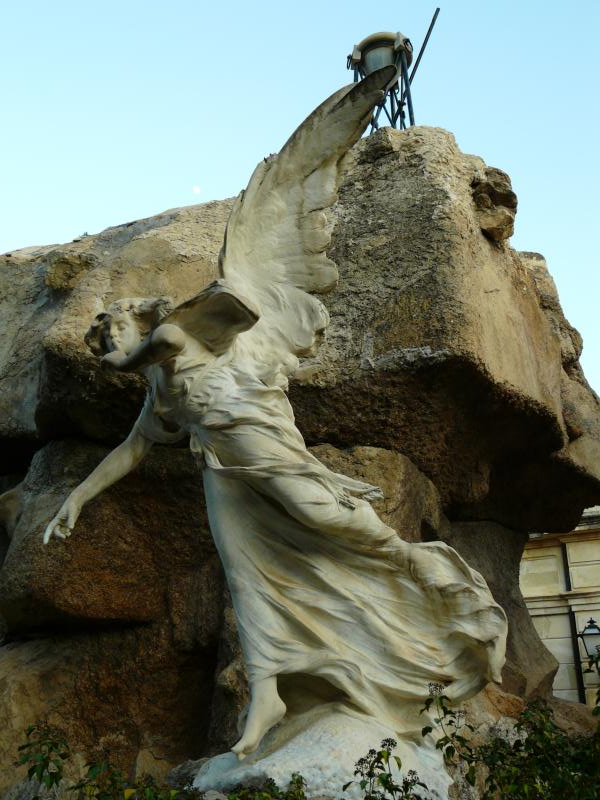
Escultura "Àngel de la Lluna" de Lorenzo Ridaura Gosálbez.

Les obres més destacades del cementeri alcoià són les següents:
- Panteó Gosálbez-Barceló: academicisme. (1838).
- Panteó Vídua de Brutinel: obra de Vicent Pascual Pastor. Estil eclèctic. (1894).
- Panteó Jaime Tort: Obra de Jorge Vilaplana Carbonell. Estil eclèctic. (1895).
- Panteó José Monllor: obra d'Agustín Muñoz. Estil neoegipci. (1896).
- Panteó Moltó-Valor: obra i escultura de Lorenzo Ridaura Gosálbez. Classicisme. (1898).
- Panteó José Semper: obra de Jorge Vilaplana Carbonell. Neogòtic. (1901).
- Panteó familiar d'Agustín Gisbert Vidal: obra de Vicent Pascual Pastor, José Cort Merita com a enginyer, Ferran Cabrera i Cantó com a pintor i Lorenzo Ridaura Gosálbez com a escultor. (1903). Estil modernista.
- Panteó Anselmo Aracil: obra de Vicent Pascual Pastor, escultura de A. Clarí i vidrieres de Eudaldo Ramón Amigó. Eclecticisme historicista. (1903).
- Panteó Vicens: obra de Ramón Lucini Callejo i vidrieres d'H.&J. Mauméjean Gns. Eclecticisme historicista. (1910).
- Panteó Vilaplana Gisbert: obra de Timoteo Briet Montaud. (1910). Estil modernista.
- Panteó de la familía Pérez Lloret: obra de Jaime Pérez Lloret. (1910). Estil modernista.
- Panteó de Salvador García Botí (Escaló): obra de Vicent Pascual Pastor i d'Eugenio Carbonell com a escultor. (1911). Estil modernista.
- Panteó Enrique Carbonell: obra de Vicent Pascual Pastor, disseny, relleus i escultura de Lorenzo Ridaura Gosálbez i relleus de la cripta de Tomás Ferrándiz. Estil modernista. (1925).
- Panteó Enrique Hernández: obra i escultura de Lorenzo Ridaura Gosálbez. (1931). Estil modernista.
- Panteó Desiderio Mataix: obra de Joaquín Aracil i vidrieres de "Unión de Artistas Vidrieros" d'Irun. (1955, però construït en 1970). Estil racionalista.
- Panteó Erum-Pascual: obra de Cheluca Sala i Mauro Matarredona. Realitzat amb acer Corten. (2009).